# Donato (football)
Pour les articles homonymes, voir Donato et Silva.
Donato Gama da Silva, plus communément appelé Donato (né à Rio de Janeiro, le 30 décembre 1962), souvent simplement appelé Donato, est un footballeur professionnel bi-national, brésilien et espagnol. Défenseur central ou milieu de terrain, il s'est fait connaître en Europe en évoluant, de 1988 à 2003, au sein des deux clubs espagnols de l'Atlético de Madrid et du Deportivo La Corogne.

## Biographie

### En club
En 1988, Donato Gama da Silva quitte son Brésil natal et le club de Vasco de Gama, où il joue depuis 1980 et avec lequel il a obtenu trois titres de champion de Rio de Janeiro en 1982, 1987 et 1988, pour rejoindre l'Espagne et l'Atlético de Madrid. Il dispute son 1er match dans le championnat espagnol le 3 septembre 1988 sur le terrain du CD Logroñés où l'Atlético s'incline 1 but à zéro. Après cinq saisons passées dans la capitale espagnole et l'obtention de deux Coupes du Roi successives en 1991 et 1992, il signe au Deportivo La Corogne. 
Avec le retour de blessure du milieu défensif Mauro da Silva Gomes et le départ du défenseur Alberto Albístegui (es), la position de Donato au sein de l'équipe galicienne est très nettement défensive. Si son engagement est critiqué par les supporters du club, qui lui reproche et son âge (30 ans) et le fait qu'il arrive blessé, il est pourtant, en compagnie de joueurs comme Bebeto, Francisco Javier González, Miroslav Đukić, l'un des artisans des 2 bonnes saisons 1993-1994 et 1994-1995 du Deportivo. La Corogne termine deux fois consécutivement à la 2e place du championnat d'Espagne : à égalité de points avec le FC Barcelone en 1994, une différence de buts inférieure à celle du club catalan le privant du titre et à 4 points, en 1995, du Real Madrid. Donato et le Deportivo obtiennent leur 1er titre tant convoité de champion d'Espagne en 2000, le dauphin étant cette fois le FC Barcelone.
Avec le Deportivo, qu'il quitte en novembre 2003, à l'âge de 40 ans, pour prendre sa retraite sportive, Donato a également gagné 2 Coupes du Roi, en 1995 et 2002 et 3 supercoupes d'Espagne en 1995, 2000 et 2002. 
En 2003, il est le joueur le plus âgé de l'histoire du championnat espagnol, record battu le 23 octobre 2005 par Amedeo Carboni, entré à la 78e minute du match opposant le Real Madrid au Valence CF, à l'âge de 40 ans, 6 mois et 17 jours.
Le 17 mai de cette même année 2003, Donato inscrit un but lors de la rencontre contre le Valence CF et devient ainsi le joueur le plus âgé à marquer dans la Primera División.
Il totalise 466 matchs et 49 buts au cours des 15 années de sa carrière de footballeur professionnel en Espagne.

### En équipe nationale
Donato est convoqué par le sélectionneur de l'Équipe du Brésil afin de jouer un amical contre le Danemark. Flatté, Donato décline cependant la sélection en raison d'un match important de la Coupe du Roi à disputer avec l'Atlético de Madrid. 
De 1994, année où il obtient la nationalité espagnole à 1996, il compte 12 sélections avec l'équipe d'Espagne et il honore sa 1re le 16 novembre 1994, lors du match contre le Danemark (3-0), au cours duquel il inscrit le 2e but espagnol.
Le sélectionneur de l'Équipe d'Espagne, Javier Clemente, le retient parmi l'effectif de vingt-deux joueurs appelé à participer à l'Euro 1996. Lors de ce championnat, il est aligné une seule fois, à la 82e minute du match de phase de poule disputé à Leeds le 9 juin 1996, opposant l'Espagne à la Bulgarie et conclu sur un score de parité (1-1).

## Palmarès
- Champion de Rio de Janeiro en 1982, 1987 et 1988 avec Vasco de Gama
- Champion d'Espagne en 2000 avec le Deportivo La Corogne
- Vice-champion d'Espagne en 1994, 1995, 2001 et 2002 avec le Deportivo La Corogne
- Vainqueur de la Coupe du Roi en 1991 et 1992 l'Atlético de Madrid
- Vainqueur de la Coupe du Roi en 1995 et 2002 avec le Deportivo La Corogne
- Vainqueur de la supercoupe d'Espagne en 1995, 2000 et 2002 avec le Deportivo La Corogne